# Nairobi Half Life
Nairobi Half Life es una película dramática keniata de 2012 dirigida por David "Tosh" Gitonga. Fue seleccionada para representar a su país en la edición número 85 de los Premios Óscar, convirtiéndose en la primera producción keniata presentada en la categoría de mejor película de habla no inglesa en estos premios.
En la edición número 33 del Festival Internacional de Cine de Durban, Joseph Wairimu ganó el premio en la categoría de mejor actor. También ganó el premio a Mejor nuevo actor en la novena edición de los Premios de la Academia del Cine Africano. Obtuvo una gran cantidad de galardones en la gala de los Africa Magic Viewers Choice Awards en 2014.

## Sinopsis
Un joven keniata de origen humilde tiene el sueño de convertirse en un destacado actor. Para ello debe viajar hasta Nairobi, ciudad donde puede empezar a hacer realidad su sueño. Sin embargo, termina conociendo a un ladrón de poca monta que lo arrastra al mundo de la delincuencia, alejándolo casi definitivamente de su sueño.

## Reparto
- Joseph Wairimu es Mwas.
- Olwenya Maina es Oti.
- Nancy Wanjiku Karanja es Amina.
- Mugambi Nthiga es Cedric.
- Paul Ogola es Mose.
- Antony Ndung'u es Waf.
- Johnson Gitau Chege es Kyalo.
- Kamau Ndungu es John Waya.
- Abubakar Mwenda es Dingo.
- Mburu Kimani es Daddy M.
- Mehul Savani es Khanji.
- Maina Joseph es Kimachia.